# Nazarbekian (métro d'Erevan)
Nazarbekian (en arménien Նազարբեկյան) est la future station et terminus de l'unique ligne du métro d'Erevan qui sera située dans le district d'Ajapnyak à Erevan.

## Histoire
Le projet de prolongement de la ligne de métro d'Erevan est prévu depuis 20 ans. Ces travaux verront l'ouverture de deux nouvelles stations dont une première, Ajapnyak qui sera la station suivant le terminus actuel, Barekamoutioun, et Nazarbekian, qui sera le futur terminus. Aucune date de fin de travaux n'a encore été communiquée.
Ce projet prévoit une station située sur la route de Silikian, dans le quartier de Nazarbekian, à la sortie nord-ouest de la ville. Elle devrait être nommée avec le nom du quartier. Elle doit desservir le quartier de résidences de luxe de Vahagni et le Golf club « Ararat ».

## La station
Projet.